# 挑戦進化-HYPER PROGRESS LIVE NAKED
『挑戦進化-HYPER PROGRESS LIVE NAKED』（ちょうせんしんか-ハイパー・プログレス・ライブ・ネイキッド）は、2009年12月9日に発売されたFENCE OF DEFENSEの映像作品。
本項では、2010年に配信限定で発売されたミニ・ライブ・アルバムに関しても記述する。

## メンバー
- 北島健二：ギター
- 西村麻聡：ベース、シンセサイザー、ヴォーカル
- 山田亘：ドラム、パーカッション

## 解説
2008年6月15日に赤坂BLITZで行われたライブ「LIVE "7670 FINALIZE"」の模様を収録。
このライブでは「ARRIVE」、「Karma:Code」、「Inter-Mix（Dr & DJ）」、「Fresh Killed Love」、「心の瞳」、「A Song Of Apollo & Daphne」、「SOUL X-PLOSION」、「FATHIA」、「希望の虹」も演奏されていたが、本作には未収録となった。
BOXアウターケース仕様でフルカラー64Pブックレットが付属されているほか、特典としてメンバーによる視聴時の副音声も収録されている。
なお、このライブ音源を基に、各音源のオーバーダビング等のスタジオ・ワークを施し、メンバーの西村麻聡（名義は"matC"）によってMIX（再構成）され、『挑戦進化〜HYPER PROGRESS〜』というタイトルで1枚のアルバムとして仕上げた。このアルバムは2009年3月25日にソニー・ミュージック・ショップ、HMVオンライン等の通信販売限定で発売されている。

## 収録曲
全編曲:FENCE OF DEFENSE
1. OPENING
2. TARUPOPO
3. Spiral Rondeau
  - 作詞:西村麻聡 作曲:北島健二、西村麻聡、山田わたる
4. 星を継ぐもの
  - 作詞:尾崎雪絵、柳川英巳、西村麻聡 作曲:北島健二、西村麻聡
5. Showtime!!!
  - 作詞・作曲:西村麻聡
6. Sensual Politian
  - 作詞:高井麗、関雅夫、酒井智子、西村麻聡 作曲:西村麻聡
7. RED LINE
  - 作詞・作曲:西村麻聡
8. Intemission
9. The Seed Of Light
  - 作詞・作曲:西村麻聡
10. Wave Of Delight
  - 作詞・作曲:西村麻聡
11. Wave Of Delight -Encore-
  - 作詞・作曲:西村麻聡
12. Off Stage

## 挑戦進化-HYPER PROGRESS LIVE NAKED (アルバム)
『挑戦進化-HYPER PROGRESS LIVE NAKED』（ちょうせんしんか-ハイパー・プログレス・ライブ・ネイキッド）は、FENCE OF DEFENSEのミニ・ライブ・アルバム。

### 解説
本作は同映像作品から4曲のライブ音源を選曲して収録した作品で、配信用にリマスタリングが施されている。

#### 収録曲
| 全編曲: FENCE OF DEFENSE。 |                     |           |                            |       |
| #                          | タイトル            | 作詞      | 作曲                       | 時間  |
| 1.                         | 「RED LINE」        | 西村麻聡  | 西村麻聡                   | 7:11  |
| 2.                         | 「Intemission」     |           | 北島健二、西村麻聡、山田亘 | 5:00  |
| 3.                         | 「Wave Of Delight」 | 西村麻聡  | 西村麻聡                   | 7:37  |
| 4.                         | 「Spiral Rondeau」  | 西村麻聡  | FENCE OF DEFENSE           | 6:36  |
| 合計時間:                  | 合計時間:           | 合計時間: | 合計時間:                  | 26:24 |